# Гавронці

Гавронці на карті 1821 року

Гавро́нці — село в Україні, у Диканській селищній громаді Полтавського району Полтавської області.
Населення становить 69 осіб. До 2020 орган місцевого самоврядування — Стасівська сільська рада.

## Географія
Село розташоване на правому березі Ворскли, за 20 км на північ від Полтави (автошляхами до центра міста близько 21 км). 2 км вище за течією Ворскли — село Стасі, 3 км нижче за течією — село Петрівка. На протилежному березі річки — село Глоди. Висота над рівнем моря — 84 м.

## Історія
Товариш полку Полтавського Черняк Леонтій Іванович 12 травня 1686 року викупив частину с. Гавронці у Михайла Мануйловича і його дружини. 1690 року отримав царську грамоту на села Гавронці і Кам’янку .
Наприкінці 17 ст. село належало до Полтавського полку. У цей час у селі була збудована дерев'яна церква на честь Різдва Іоанна Предтечі. Спалена шведськими військами 1709 року,
1710 року Олексієм Черняком було збудовано новий дерев’яний храм. 1732 року коштом поміщика Григорія Чарниша церкву відремонтовано. 1851 — поряд із нею споруджено дерев’яну дзвіницю. 1858 церкву та дзвіницю встановлено на мурований цоколь. Церкву ремонтували 1858, 1878 та 1883 року.
Церква мала 1/3 садибної і 51 2/3 десятин ружної землі, будинки для священика і псаломщика, при ній діяла церковнопарафіяльна школа. 1895 року мала два будинки для причту, діяла церковнопарафіяльна школа. 1902 року мала церковну сторожку, два будинки для квартир причту, діяли церковна бібліотека, церковна жіноча та земська школи. 1912 володіла 49,25 дес. ружної землі, мала квартиру для священика.
1776 року до парафії належали 109 дворів та 11 бездвірних хат. 1895 року — 1146 душ парафіян обох статей. 1902 року — с. Гавронці та хутір Натягайлівка, 1181 душа парафіян обох статей; 1912 року — 1220 душ парафіян різних станів .
За Костомаровим, за часів Петра I ці землі належали генеральному писарю Василю Кочубею і знаходилися у залежності від багатого маєтку Диканька. Саме в Гавронцях Кочубей намагався схоронитись від переслідувань гетьмана Мазепи. Пізніше Гавронці перейшли у власність полковників Охтирського полку Лесевицьких. Лесевицькі побудували в селі маєток, так званий «Червоний дім»
За переписами 1719 та 1732 років Гавронці, разом з Брусією, Стасівцями, Диканькою, Тахтауловим та іншими містечками та селами входили до Першої полкової сотні Полтавського полку . Отаманові козаків с.Гавронці Першої полкової сотні Дмитрові Шуту вдалося зберегти за собою урядування від 1719 до 1732 року .
Пізніше власником Гавронців став учасник Кримської війни генерал Павло Григорович Башкирцев. Башкирцеви збудували другу частину маєтку — «Білий дім». Ось як змальовував маєток на початку XX століття сучасник:

| Ви вже дійшли до входу у парк, у якому знаходиться будинок власника. Маєток Гавронці розділяє селище на дві рівні половини... Сам власник зі своєю сім'єю займає білий дім, а у червоному домі він селить своїх батьків та друзів. Ці два помешкання розташовані у нижній частині парку, що йде уступами вздовж пагорба. На півдорозі вгору, скромно й таємничо оповита старими деревами, знаходиться дерев'яна церква, зведена у 1710 році, тобто наступного року після Полтавської битви. Вона була побудована шляхтичем на ім’я Черняк і реставрована нещодавно міністром Сипягіним... Поруч із церквою, під захистом трьохсотлітнього дуба, здіймається монумент з цегли. Це гробниця Башкирцевих... |
24 листопада 1858 року в сім'ї сина генерала, Предводителя полтавського дворянства Костянтина Павловича Башкирцева і «дівиці» Марії Бабаніної народилася дівчинка Маруся, у майбутньому французька художниця, майстер жанрового живопису Марія Костянтинівна Башкирцева.
1870 року родина переїхала за кордон, а маєток продали пану Журавльову з Москви. В нього ж у 1890 році Гавронці придбав останній власник, представник роду Шереметьєвих, ад'ютант Його Імператорської Величності граф Дмитро Сергійович Шерємєтьєв.
На початку XX століття в Гавронцях було 180 будинків та 1150 мешканців.

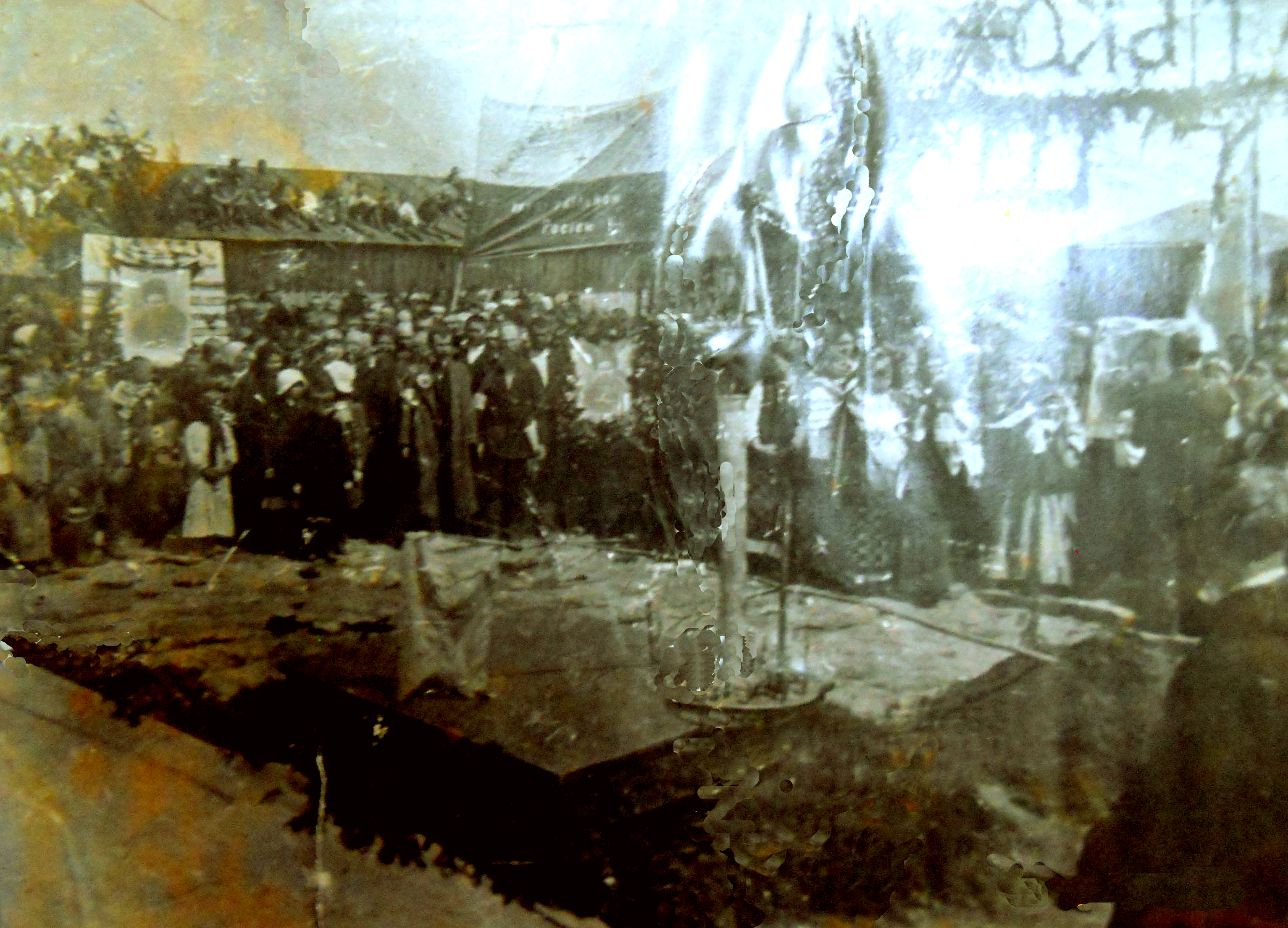
Мітинг в Шевченківські дні 1917 року, під час якого 9 березня був посаджений Дуб свободи на місці пам'ятника Олександрові II

У 1917–1919 роках маєток було зруйновано, а в роки війни від нього не залишилося й сліду. Сьогодні, на жаль, немає ні парку — його вирубали під корінь, ні жодної з описаних будівель. На початку XXI століття в селі залишилося лише 69 мешканців.
Є тільки два свідчення про те, що тут колись була садиба і населене село. Перше — це пам'ятник, встановлений на місці будинку, де народилася Марія Башкирцева, і друге — досі існуючий великий старовинний льох, колись споруджений власником місцевого шинку, що пережив свого господаря на ціле століття і досі сумлінно слугує одному з місцевих мешканців.
12 червня 2020 року, відповідно до розпорядження Кабінету Міністрів України № 721-р «Про визначення адміністративних центрів та затвердження територій територіальних громад Полтавської області», село увійшло до складу Диканської селищної громади.
19 липня 2020 року, в результаті адміністративно - територіальної реформи та ліквідації Диканського району, село увійшло до складу новоутвореного Полтавського району.